# Rigny-la-Nonneuse
Rigny-la-Nonneuse è un comune francese di 144 abitanti situato nel dipartimento dell'Aube nella regione del Grand Est.

## Società

### Evoluzione demografica
Abitanti censiti